# Héroe de Nacozari
Héroe de Nacozari är en ort i Mexiko.   Den ligger i kommunen Cuautla och delstaten Morelos, i den sydöstra delen av landet, 70 km söder om huvudstaden Mexico City. Héroe de Nacozari ligger 1 285 meter över havet och antalet invånare är 278.
Terrängen runt Héroe de Nacozari är kuperad söderut, men norrut är den platt. Runt Héroe de Nacozari är det ganska tätbefolkat, med 222 invånare per kvadratkilometer. Närmaste större samhälle är Cuautla Morelos, 3,4 km öster om Héroe de Nacozari. Omgivningarna runt Héroe de Nacozari är en mosaik av jordbruksmark och naturlig växtlighet.